# عصر فرمانروایان برخط
عصر فرمانروایان برخط (به انگلیسی: Age of Empires Online) یک بازی رایانه‌ای اختصاصی برای ویندوز است که توسط شرکت Robot Entertainment ساخته و استودیو بازی مایکروسافت، آن را منتشر نمود. این بازی در سبک استراتژیک و بازی چندنفره برخط است که برای نخستین بار در ۱۶ آگوست ۲۰۱۱ برای دانلود منتشر شد.